# Eidgenössischer Armbrustschützen-Verband
Eidgenössischer Armbrustschützenverband (kurz: EASV) (französisch: Association Fédérale de tir à l'arbalète) ist der Dachverband der Armbrustschützen für Breitensport und Leistungssport in der Schweiz, er wurde am 17. Juli 1898 gegründet.
Der Verband ist vor allem für die Durchführung von nationalen Wettkämpfen der Schweizer Meisterschaften, Gruppenmeisterschaft, Mannschaftsmeisterschaft und der Ausbildung von Schützen zuständig. Der EASV ist Mitglied der Internationalen Armbrustschützen Union (IAU).
Der EASV ist in fünf Unterverbänden organisiert, die Wettkämpfe in ihrem Einzugsgebiet organisieren. Rund 120 Sektionen (Vereine) sind den verschiedenen Unterverbänden angeschlossen. Der Verband hat eine Mitgliederzahl von rund 1500 aktiven Armbrustschützinnen und Armbrustschützen.
EASV Verbandspräsident ist Martin Schneider, Frutigen.